# O.C.
O.C., de son vrai nom Omar Credle, né le 13 mai 1971 à Brooklyn, New York, est un rappeur américain, membre du collectif D.I.T.C..

## Biographie
Omar naît à Brooklyn et grandit dans le quartier de Bushwick. O.C. cite des légendes comme Kool G. Rap, Rakim, Big Daddy Kane et Slick Rick comme ses principales influences. En 1991, il fait ses débuts sur le titre Fudge Pudge d'Organized Konfusion. Un an plus tard, il fait une apparition sur le remix de MC Serch de Back to the Grill (sur lequel participe également la future légende Nasty Nas, désormais Nas) après avoir rencontré Serch lors de la tournée de The Source. 
En 1994, O.C. signe un contrat avec Savage Pas Records, label dont Serch est vice-président. Il rencontre également Lord Finesse et Buckwild sur la première tournée The Source marquant ainsi ses débuts avec D.I.T.C.. Après la tournée, il travaille avec Buckwild et commence l'enregistrement d'une démo qui deviendra Word... Life. Son premier album Word...Life est publié le 18 octobre 1994. Il comprend le single Time's Up qui était, à l'origine, un morceau de Pharoahe Monch. Hormis une apparition de Prince Po sur No Main Topic et de Pharoahe Monch sur Let It Slide, l'album ne comprend pas d'autres featurings. Nas était censé être présent sur l'album, mais ne s'est jamais présenté au studio pour la session d'enregistrement. L'opus est acclamé par la critique et reste un classique du hip-hop[réf. nécessaire].
En 1995, O.C. participe à la bande originale du film Clockers sur le titre Return of the Crooklyn Dodgers, avec les rappeurs Chubb Rock, Jeru the Damaja et DJ Premier. 
En 1996, Credle apparaît sur America Is Dying Slowly, une compilation de Red Hot Organization, aux côtés, entre autres, de Biz Markie, du Wu-Tang Clan et de Fat Joe. Le disque, destiné à sensibiliser à l'épidémie de sida chez les hommes afro-américains, est salué comme « un chef-d'œuvre » par le magazine The Source. 
En 1997, O.C. signe chez Pay Day Records où il publie son deuxième album, Jewelz, le 19 août acclamé par la critique, et sur lequel se trouvent des collaborations avec DJ Premier, Da Beatminerz et Freddie Foxxx. L'album contient le single Far From Yours, qui se classe à la 81e place du Billboard Hot 100. 
En 1998, O.C. est présent sur Respect Mine de Pete Rock sur son premier album solo, Soul Survivor.
O.C acquiert une certaine notoriété sur la scène du rap East Coast, aux côtés de rappeurs tels que Biggie, Rakim ou Nas. À cette époque, il fait partie du légendaire groupe de  hip-hop underground D.I.T.C. avec Lord Finesse, Showbiz and A.G., Diamond D, Buckwild et Big L. En 2000, le collectif publie son premier album chez Tommy Boy Records, sur lequel O.C. est présent sur la majorité des chansons. 
En 2001, l'album Bon Appetit est accueilli avec des critiques assez mitigées. Buckwild produit l'essentiel de l'album. Après la déception de Bon Appetit, O.C disparaît de la scène musicale jusqu'en 2005, date à laquelle il revient avec un quatrième album, Starchild. Diffusé uniquement au Japon et en Europe, l'opus rencontre néanmoins un grand succès. Plus tard dans l'année, il signe chez Hieroglyphics Imperium Recordings, fait équipe avec le producteur natif du Bronx, Mike Loe, et sort l'album Smoke and Mirrors. 
En 2009, O.C. collabore avec A.G. sur l'album Oasis, produit par le français E-Blaze, Lord Finesse, Statik Selektah et Showbiz qui agit également en tant que producteur exécutif.
En mai 2012, il publie Trophies, en collaboration avec le producteur de Détroit Apollo Brown. Cet album est très bien accueilli par les fans et les critiques.

## Discographie

### Albums studio
- 1994 : Word...Life
- 1997 : Jewelz
- 2001 : Bon Appetit
- 2005 : Starchild
- 2005 : Smoke and Mirrors
- 2017 : Same Moon Same Sun
- 2018 : A New Dawn

### Compilations
- 2006 : The Underground King
- 2007 : Hidden Gems
- 2008 : In Guud Taste
- 2011 : O-Zone Originals
- 2012 : Luv NY

### Albums collaboratifs
- 2009 : Oasis (avec A.G.)
- 2012 : Trophies (avec Apollo Brown)
- 2014 : Ray’s Café (avec Ray West)
- 2014 : Ray’s Café: The After Hours EP (avec Ray West)
- 2015 : Dive In (avec Debonair P)
- 2017 : Perestroika (avec Apathy)